# Campo Verde
Campo Verde is een gemeente in de Braziliaanse deelstaat Mato Grosso. De gemeente telt 28.147 inwoners (schatting 2009).

## Verkeer en vervoer
De plaats ligt aan de radiale snelweg BR-070 tussen Brasilia en Cáceres. Daarnaast ligt ze aan de wegen MT-140 en MT-344.